# Le Trésor des Aztèques
Pour la version française, voir Les Mercenaires du Rio Grande.
Pour plus de détails, voir Fiche technique et Distribution.
Le Trésor des Aztèques (Der Schatz der Azteken) est un film franco-italo-allemand de Robert Siodmak sorti en 1965. 
Il est suivi, un mois plus tard, de La Pyramide du dieu Soleil (Die Pyramide des Sonnengottes) avec les mêmes équipes artistiques et techniques. Les deux volets, adaptés des romans de l'écrivain allemand Karl May, ont été compilés pour la sortie française en 1966 sous le titre Les Mercenaires du Rio Grande.

## Synopsis
Au Mexique en 1864, Napoléon III impose l'archiduc Maximilien d'Autriche contre la volonté du peuple. Chargé par le président américain Abraham Lincoln de transmettre un message secret, le médecin allemand Karl Sternau est à la recherche de Benito Juárez. Sur son chemin, il croise le vendeur de coucous Andreas Hasenpfeffer qui l'aide dans la région en conflit entre l'autoproclamé capitaine Verdoja et le lieutenant Potoca. Ils rencontrent aussi un vieil ami de Sternau, Frank Wilson, surnommé « Flèche-de-Tonnerre », et l'aident à libérer deux jeunes femmes qui voyageaient seules des mains des Chichimèques. L'une d'elles est la princesse aztèque Karja.
Sternau entre en contact avec Benito Juárez par le comte Don Fernando de Rodriganda y Sevilla qui veut lui fournir les fonds nécessaires pour combattre les Français. Son fils, le jeune comte Don Alfonso, qui est devenu l'esclave de la fougueuse Josefa en raison de dettes substantielles de jeu, trompe son père qui est mortellement blessé dans un duel avec le créancier de Don Alfonso. Dans son dernier souffle, il déshérite son fils et nomme Sternau comme exécuteur testamentaire, ce que n'accepte pas la calculatrice Josefa. Elle demande à Alfonso, devenu amoureux de la princesse Karja, de retrouver le trésor caché des Aztèques, gardé par Flathouani, le grand-père de Karja.
Le capitaine Verdoja rentre dans l'hacienda du comte Rodriganda et s'en prend à sa fille, mais il doit partir devant la venue de l'armée de Benito Juárez. Le comte jure de se venger devant Juárez et Sternau. Le médecin est arrêté au cours d'une mission de reconnaissance par les soldats français et sommairement condamné par le maréchal Bazaine à vingt ans d'emprisonnement sur l'île du Diable. Grâce à Hasenpfeffer et Flèche-de-Tonnerre, Sternau parvient à s'échapper, cependant il est suivi par Verdoja déchu de sa charge. Verdoja provoque Sternau en duel et l'emporte. Sternau chute de la falaise et reste allongé inconscient. Une porte secrète s'ouvre entre les roches et Flathouani apparaît. Il croit que Sternau a découvert l'entrée du trésor. Il veut le tuer, mais Karja l'en dissuade en lui disant qu'il lui a sauvé la vie.

## Fiche technique
- Titre original : Der Schatz der Azteken
- Titres français :  Le Trésor des Aztèques / Les Mercenaires du Rio Grande
- Titres italiens : Il tesoro degli Aztechi / I violenti di Rio Bravo
- Réalisation : Robert Siodmak, assisté de Stevan Petrovic
- Scénario : Georg Marischka, Ladislas Fodor et Robert Adolf Stemmle d'après Karl May
- Musique : Erwin Halletz
- Direction artistique : Herta Hareiter, Kosta Krivokapic, Otto Pischinger
- Costumes : Edith Almoslino
- Photographie : Siegfried Hold
- Son : Erhard Schulze
- Montage : Walter Wischniewsky
- Production : Artur Brauner
- Sociétés de production : CCC-Filmkunst, Franco London Films, Serena Film
- Sociétés de distribution : Omnia Deutsche Film Export, Gloria Film (Allemagne), Dicifrance (France)
- Pays d'origine :  Allemagne de l'Ouest /  France /  Italie
- Langue : allemand
- Format : Couleur - 35 mm - 2,35:1 - Mono
- Genre : Film d'aventures
- Durée : 101 minutes (1h41)
- Dates de sortie :
  - Allemagne de l'Ouest : 4 mars 1965
  - France : 3 août 1966 (Les Mercenaires du Rio Grande)
  - Italie : 30 mars 1967 (I violenti di Rio Bravo)

## Distribution
- Lex Barker : Dr. Karl Sternau
- Gérard Barray : Alfonso
- Teresa Lorca : Karja
- Rik Battaglia : le capitaine Verdoja
- Ralf Wolter : Andreas Hasenpfeffer
- Kelo Henderson (en) : Larry Wilson
- Fausto Tozzi : Benito Juarez
- Michèle Girardon : Josefa
- Friedrich von Ledebur : le comte Don Fernando de Rodriganda y Sevilla
- Gustavo Rojo : le lieutenant Potoca
- Mirko Kujacic : Flathouani
- Jeff Corey : Abraham Lincoln
- Jean-Roger Caussimon : le maréchal Bazaine
- Alessandra Panaro : Rosita Arbellez
- Hans Nielsen : Don Pedro Arbellez
- Reinhold Pasch : le notaire de Don Fernando
- Mavid Popović (de) : Cerf-Noir